# خضيري أحمر العينين
الخُضَيري أحمَر العينين هو أحد أنواع الطيور الغرِّيدة الأمريكيَّة صغيرة الحجم، إذ يتراوح طوله بين 13 و14 سنتيمتر. تتشابه هذه الطيور والهوازج بعض الشيء، على الرغم من أنَّها لا ترتبطُ ارتباطًا وثيقًا بهوازج العالم الجديد (Parulidae) التي تُشاركها الموطن. طائرٌ مألوف عبر أنحاء موطنه الشاسع، يُصنِّفه الاتحاد العالمي للحفاظ على الطبيعة (IUCN) بأنَّه غير مُهدد على الإطلاق.
للخُضَيري أحمَر العينين تغريدٌ رخيم على شيء من السُّرعة، يتألَّف من مقطعين إلى ثلاثة مقاطع. وهو طائر على درجةٍ عالية من التصويت، شديدٌ في إقليميَّته في أماكن تفريخه الصيفيَّة حيثُ يُفتِّش في أوراق أعالي الأشجار بحثًا عن الحشرات. وعلى النقيض من ذلك، يَعزفُ الخُضَيري أحمَر العينين عن الغناء في مرابعه الشتويَّة في أمريكا الجنوبيَّة، ويأكل الثمار بدلاً من الحشرات.
أثناء موسم التفريخ، يقومُ الذكر بعرضه بالتمايل من جانبٍ إلى آخر، مع نفش ريش جسمه ونشر ذيله، ورُبَّما ردَّت الإناث عِندئذٍ بإطلاق صيحة.
تعتبرُ إحدى أنواع الطيور صاحبة أطول دروب الهجرة في العالم، تصل أولى أفراده إلى أمريكا الشماليَّة، وبالتحديد إلى سواحل خليج المكسيك، خلال أواخر شهر مارس، وإلى الشرق والغرب الأوسط للولايات المتحدة بحلول أواخر أبريل. ذروة أعداد القواطع تبلغ خليج المكسيك خلال أبريل، أمَّا الغرب الأوسط والشرق، فتصل أغلب أفراده خلال أواسط مايو، وما يليه شمالاً تبلغه الطيور خلال شهر يونيو. أغلب الجمهرات ترجع جنوبًا بحلول أوائل أكتوبر، وبعضها يتأخر حتى نوفمبر.
تصعُبُ رؤية هذه الطيور في العادة بسبب إمضائها أغلب أوقاتها في ظلَّة الأشجار تبحث عن الطعام، حيث تنتقي الحشرات من بين الأوراق، قافزةً تارةً، ومُرفرفةً تارة. يبلغ من مدى صعوبة رؤية هذه الطيور في البريَّة، أنَّ موقعها لا يُكشف غالبًا إلا بسبب تغريدها. يُمكنُ للخضيري أحمر العينين أن يتحوَّل للاقتيات على الفاكهة بشكلٍ حصري تقريبًا خلال الشتاء، أمَّا في الصيف فتُشكّل ما نسبته 85% من قوته.

## الوصف

### الكِسوة

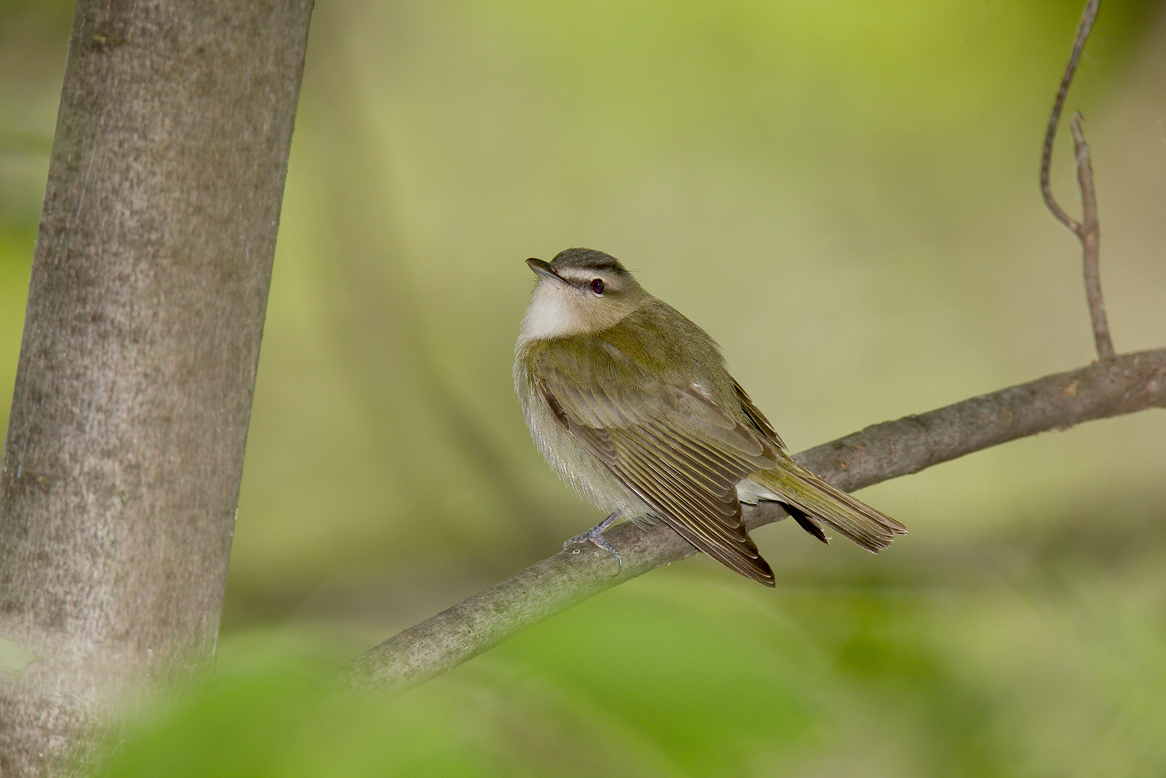
لقطة خلفيَّة لخضيري أحمر العينين، لاحظ لونه الزيتوني الضارب للخضرة.

يغلب اللون الزيتونيّ الضارب إلى الخضرة على القسم العلوي من كِسوة البوالغ، واللون الأبيض على قسمها السفليّ؛ كما وتتمتع بقزحيَّة حمراء وتاجٌ رمادي يحدّه خطَّان أسودان. يعبرُ العينان خطٌّ داكن مسوَد، يعلوه خطٌ أبيض عريض. القائمتين غليظتين ذات لونٍ أزرق ضارب للرمادي، أمَّا المنقار فمُمتلئ. أطرفُ أجسادها مصفرَّة، وكذلك حال الكواسي الواقعة أسفل ذيلها (على أنَّها تظهر باهتة عند بعض الجمهرات).

### الصوت
هذه الطيور من بين الأنواع التي لا تُرى غالبًا، لكن يُمكن الاستدلال على وجودها من خلال الاستماع إلى تغريداتها التي تدوم فترةً طويلةً من الزمن؛ ويبدو للسامع وكأنَّ الطائر يُردد ذات الأغنية مِرارًا وتكرارًا بلا هدف واضح. يَحتلُّ الخُضّيري أحمر العينين المرتبة الأولى بين الأنواع صاحبة أعظم عددٍ من الأغاني خلال يومٍ واحد، إذ وُثِّقت بضعة حالات أصدرت خلالها بعض الأفراد حوالي 20,000 أغنية في نهارٍ كامل.

### السُلالات
تتميَّزُ السُلالات قاطنة أمريكا الجنوبيَّة بتصويتاتٍ أكثر بساطة من تصويتات إخواتها الشماليَّة، كما تتمتع بقزحيَّاتٍ كستانئيَّة، وريشات طيران تختلف في حجمها عن ريشات طيران الجمهرات الشماليَّة. يُفصلُ عن السُلالات الجنوبيَّة في بعض الأحيان سُلالةٌ مميزة يعتبرها بعض العلماء نوعٌ مُستقل بذاته، هو خُضيري التشيڤي (V. chivi). من السُلالات الجنوبيَّة: سُلالة التشيڤي (V. o. chivi)، والسُلالة الحيويَّة (V. o. vividior)، والسُلالة التوپاگونيَّة (V. o. tobagoensis)، والأخيرة سُلالة ضخمة الحجم تتفرَّد بها جزيرة توپاگو. يظهرُ عند خُضيري التشيڤي بضعة اختلافات في المقاييس، والتغريد، والإيكولوجيَّة، لكن الدليل التصنيفيّ على هذا لا يزال غير واضح.
كان العُلماء يعتبرون قديمًا أنَّ كُلاً من الخُضيري الأصفر-الأخضر (V. flavoviridis)، وخُضيري نورونها (V. gracilirostris) يُشكلان سُلالةً للخُضيري أحمر العينين.

### أنواعٌ مُشابهة
من أبرز الأنواع الشبيهة بهذه الطيور: الخُضيري أسود الشارب والخُضيري الأصفر-الأخضر. يُمكنُ تمييز هذا النوع عن الأوَّل المذكور عبر تاجه الأسود، وحاجبيه الأبيضين، واخضرار القسم العلوي من جسده، وعيناه الحمراوان (عند البوالغ)، وافتقاده «للشارب» الأسود المُميز للخُضيري أسود الشارب.

## الإيكولوجيَّة

### الموطن
هذه الطيور من القواطع، أي مُهاجرة، تشتو جمهراتها الشماليَّة في أمريكا الجنوبيَّة، والجمهرات قاطنة القسم الجنوبي من القارَّة سالفة الذِكر (على سبيل المثال: أغلب الأرجنتين، والأوروغواي، والپاراغواي، وبوليڤيا) تشتو شمالاً حتى أمريكا الوسطى. أمَّا الجمهرات قاطنة الأخيرة وشمال أمريكا الجنوبيَّة، فمُقيمة مُفرخة في الغالب.
هذه الخُضيريَّات إحدى أكثر أنواع العصفوريَّات الأمريكيَّة جنوحًا إلى أوروبا الغربيَّة، فقد تمَّ توثيق أكثر من مائة حالة عُثر فيها على أفراد من هذه الطيور في بضعة بُلدان مُطلَّة على المحيط الأطلسي، مثل: أيرلندا، وبريطانيا. يظهر أنَّ الجمهرات قاطنة شمال ولاية أوهايو الأمريكيَّة تعود لتُفرخ في تمام الوقت الذي عهدت أن تعود فيه منذ ما يقرب القرن من الزمن؛ لكنها يُحتمل أن تُغادر إلى مواطن إشتائها قبل أسبوع أو اثنين عمَّا كانت تفعله في الماضي.

### الموائل الطبيعيَّة
تُفضِّلُ هذه الطيور سكن الأحراج المكشوفة المُنتشرة عبر موطنها الشمالي في كندا، وشرق وشمال غرب الولايات المتحدة. أمَّا جمهرات أمريكا اللاتينيَّة فيُمكنُ العثور عليها في أي موئل طبيعيّ مُشجر يدخل ضمن نطاق موطنها.

### الغذاء
تتغذى الخُضيريَّات حمراء العينين على الحشرات التي تلتقطها من بين أوراق الأشجار، وأكثر ما تُفضله: اليساريع، والمن، وفي بعض الأحيان تُلاحظ وهي تُرفرف في موقعها بحثًا عن حشرةٍ تلتقطها. تُشاهد هذه الطيور في بعض المناطق الاستوائيَّة وقد ألَّفت سربًا مُختلطًا مع بعض الأنواع الأخرى، تتنقلُ سويًا عبر الغابة بحثًا عن الطعام.

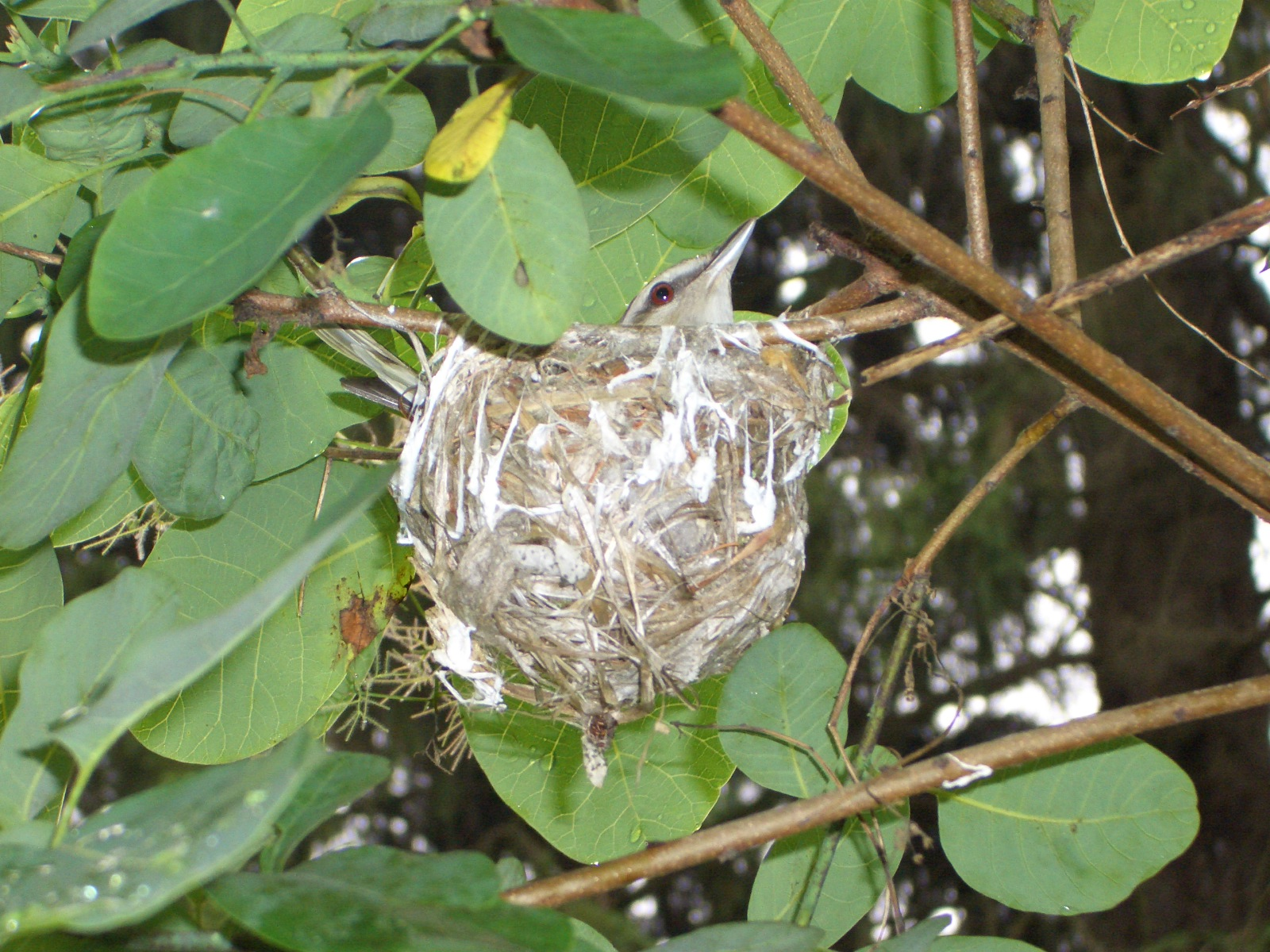
طائرٌ في العش في منتزه غابة كوك، بولاية پنسلڤانيا.

تقتاتُ الخُضيريَّات على العوزات أيضًا، وبالأخص قبل هجرتها، وفي مواطن إشتائها حيثُ تُوجد أشجارٌ مُثمرة مثل التاپيا (Alchornea glandulosa) ونُحاسيَّة الخشب (Bursera simaruba) مُستقطبة الأنواع المحليَّة، تُلاحظ وهي تجثم على أغصانها مُلتقطةً حُبيبات الثمر، وإن كانت تلك الأشجار قد زُرعت للزينة في إحدى الحدائق العامَّة أو المنزليَّة. يُمكنُ لهذه الطيور أن تحصل على حبَّة الفاكهة التي ترغبها وإن كان يتعذّر الوصول إليها بالطرق العاديَّة، حيث تتدلَّى رأسًا على عقب وتلتقطها.

### التفريخ
العُش عبارة عن كأسٍ تُشيَّد على فرعٍ من فروع إحدى الأغصان. تتعرَّض أعشاش هذه الطيور للتطفل من قِبل شحارير البقر بُنيَّة الرأس (Molothrus ater) في القسم الشمالي من موطنها، ومن قِبل شحارير البقر اللمَّاعة (M. bonariensis) في القسم الجنوبي منه.

### الطفيليَّات
تتعرضُ الطيور أنفسها للتطفل من قِبل بعض أنواع الديدان الأوليَّة، من شاكلة: الأوالي المتنجعة، والأوالي المثقبية، وقد أظهرت الدراسات والفحوصات التي أُجريت لطيورٍ بريَّة تم أسرها في منتزه ماكارينا الوطني بكولومبيا، أنَّ جميع العينات كانت مُصابة بنوعٍ واحد على الأقل من تلك الطُفيليات، لذا يفترضُ العُلماء أن جميع الطيور البريَّة تُصاب بها خلال إحدى مراحل حياتها.

## معرض الصور

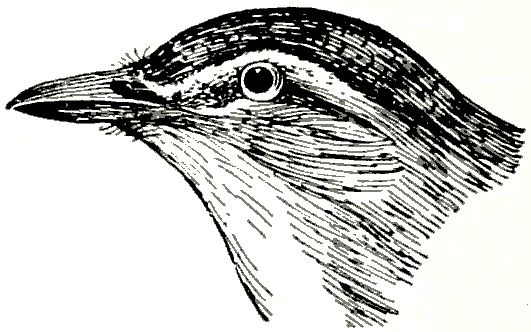
رسم لرأس خُضيري أحمر العينين
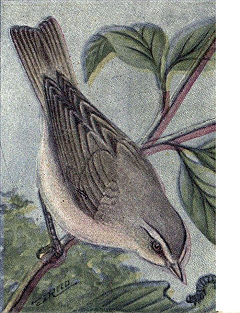
رسم لطائر جاثم على قصبة